# Адольф Пламмер
Адо́льф Пла́ммер (нім. Adolf Plammer; 28 листопада 1884, Ґрац — грудень 1963, Інсбрук) — австро-угорський, австрійський і німецький офіцер, генерал-майор вермахту.

## Біографія
18 серпня 1904 року вступив в австро-угорську армію. Учасник Першої світової війни, після завершення якої продовжив службу в австрійській армії. З 1 квітня 1937 по 31 липня 1938 року — командир 13-го піхотного полку. Після аншлюсу 15 березня 1938 року автоматично перейшов у вермахт. 31 жовтня 1938 року вийшов у відставку.
26 серпня 1939 року призваний на службу, 8 вересня призначений командиром 1-го полку земельної оборони. З 16 жовтня 1939 року — командир табору для полонених офіцерів XVIII A, з 19 березня 1942 року — II C, з 1 липня 1942 року — табору для полонених солдатів II D. 31 жовтня 1944 року відправлений в резерв фюрера. 1 лютого 1945 року звільнений у відставку.

## Звання
- Кадет-заступник офіцера (18 серпня 1904)
- Лейтенант (1 травня 1905)
- Оберлейтенант (1 листопада 1911)
- Гауптман (1 травня 1915)
- Майор (16 жовтня 1920)
- Оберстлейтенант (15 жовтня 1932)
- Оберст (18 грудня 1936) —1 серпня 1938 року отримав патент від 26 липня 1938 року.
- Оберст до розпорядження (26 серпня 1939)
- Генерал-майор до розпорядження (1 лютого 1942)

## Нагороди
- Ювілейний хрест
- Медаль «За військові заслуги» (Австро-Угорщина)
  - бронзова з мечами
  - 2 срібні з мечами
- Хрест «За військові заслуги» (Австро-Угорщина) 3-го класу з військовою відзнакою і мечами — нагороджений двічі.
- Орден Залізної Корони 3-го класу з військовою відзнакою і мечами
- Орден Леопольда (Австрія), лицарський хрест з військовою відзнакою і мечами
- Військовий Хрест Карла
- Золота медаль «За хоробрість» (Австро-Угорщина) для офіцерів (4 лютого 1917)
- Медаль «За поранення» (Австро-Угорщина) з однією смугою
- Тірольська земельна медаль 1914—1918
- Пам'ятна військова медаль (Австрія) з мечами
- Почесний знак «За заслуги перед Австрійською Республікою», золотий знак
- Хрест «За вислугу років» (Австрія) 2-го класу для офіцерів (25 років)
- Хрест «За військові заслуги» (Австрія) 3-го класу (28 вересня 1937)
- Почесний хрест ветерана війни з мечами
- Медаль «За вислугу років у Вермахті» 4-го, 3-го, 2-го і 1-го класу (25 років)
- Нагрудний знак «За поранення» в чорному
- Хрест Воєнних заслуг 2-го і 1-го класу з мечами
- Пам'ятний військовий хрест Австрійського ветеранського товариства 1939—1945
- Медаль Заслуг Штирійського ветеранського товариства в бронзі, сріблі і золоті
- Медаль «У пам'ять приєднання Бургенланду до Австрії 1921» (1961)